# Gnophaela epicharis
Gnophaela epicharis är en fjärilsart som beskrevs av Druce 1896. Gnophaela epicharis ingår i släktet Gnophaela och familjen björnspinnare. Inga underarter finns listade i Catalogue of Life.